# Paranoia (soundtrack)
Paranioa is de originele soundtrack van de film met dezelfde naam uit 2013 van Junkie XL. Het album werd in 2013 uitgebracht door Sony Classical.
De eerste vier nummers van album bevat popmuziek van diverse artiesten die ook in de film zijn gebruikt. De overige nummers bestaan uit de originele filmmuziek die werd gecomponeerd en geproduceerd door Tom Holkenborg, beter bekend als Junkie XL. De filmmuziek bestaat voornamelijk uit elektronische muziek. Het album ontving op de muzieksite AllMusic drie sterren. Het platenlabel Relativity Music Group bracht het album ook uit met alleen de originele filmmuziek van Junkie XL (nummers 5 tot en met 14).

## Nummers
| Nr. | Titel                                    | Duur |
| --- | ---------------------------------------- | ---- |
| 1   | Alive (Zedd Remix) – Empire of the Sun   | 3:47 |
| 2   | 1, 2 – Lissie                            | 3:17 |
| 3   | Demon Dance – Surfer Blood               | 3:12 |
| 4   | The Hurry And The Harm – City and Colour | 4:21 |
| 5   | Light Across The River                   | 2:40 |
| 6   | We Are The Other Half                    | 4:24 |
| 7   | Fit In To Get In                         | 2:51 |
| 8   | Candid Camera                            | 4:10 |
| 9   | Adam 2.0                                 | 1:44 |
| 10  | On Your Knees                            | 1:53 |
| 11  | Hamilton                                 | 4:01 |
| 12  | Titans Fall                              | 3:22 |
| 13  | Remember Who You Are                     | 4:12 |
| 14  | Adam's Theme                             | 3:58 |